# Инфитах
Инфитах (араб. انفتاح) (букв. «раскрытие») — экономическая политика, проводившаяся в Египте президентом Анваром Садатом с 1972 года до смерти политика вследствие покушения в 1981 году.

## Предыстория
В период правления в Египте президента Гамаля Абделя Насера (1954—1970) реализовывалась эгалитарная экономическая программа. С 1960-х годов египетские власти декларировали строительство социализма, но без прямого заимствования советской экономической модели и без стремления к «диктатуре пролетариата». Вместе с тем решающая роль в преобразованиях отводилась крестьянам и рабочим, а в экономике начал доминировать государственный сектор.
После смерти Насера и вступления в должность президента Садата идеология насеризма стала постепенно исключаться из актуальной государственной политики. С 1972 года Анвар Садат начал реализовывать новую экономическую политику.

## Цели и преобразования
В 1972 году в Египте был принят закон, разрешавший иностранные инвестиции в определённых сферах хозяйства, дававший национальным и зарубежным инвесторам определённые льготы и юридические гарантии, что их компании не будут национализированы. В частности, инвесторы получали налоговые льготы на пять лет с возможностью продления их ещё на три года.
Политика раскрытия (инфитах) была официально провозглашена Садатом в октябре 1973 года, а в апреле следующего года президент сформулировал основные положения нового политического курса. Египет должен был стать открытым для частных инвестиций отечественных и зарубежных предпринимателей, а некоторые компании, национализированные при Насере, намеревалось приватизировать. Отход от социализма, по мнению некоторых исследователей, был вызван давлением со стороны США и арабских стран, предоставивших Египту крупные займы и ожидавших от Садата изменений в экономической политике; по мнению других, главным желанием Садата было дистанцироваться от насеризма в каждом из его аспектов и реализовывать свою собственную, совершенно иную политическую стратегию. Президент предполагал, что либерализованная экономическая политика позволит повысить уровень жизни египтян и, таким образом, укрепит его поддержку в обществе, а США при такой политике также будут оказывать поддержку Египту. Садат также утверждал, что инфитах начнёт постепенно превращать Египет в капиталистическую и демократическую страну, подобную западным. Новая политика отменила ограничения на импорт, экспорт и прочие сферы экономической деятельности, до того времени контролировавшиеся правительством, а также государственный контроль над ценами.
Однако на практике политика «раскрытия» не привела к демократизации страны. Возникшая благодаря доходам от частного сектора новая элита в итоге оказалась связана с авторитарным правительством Садата и не стремилась к демократизации государства. Государственная бюрократия оказывала существенное влияние на распределение между частными инвесторами концессий и контрактов, отдавая лучшие из них тем, кто был более лоялен правительству. В секторе туризма, который рос особенно быстро на Синайском полуострове после 1974 года, большинство компаний находилось в руках бывших военных и предприятий, чьи владельцы и акционеры были так или иначе связаны с властями. Аналогичным образом обстояло дело и в строительной отрасли.
В первой половине 1970-х годов египетская экономика стала расти быстрее, чем во времена Насера, но рост наблюдался в основном в сфере услуг, а не в промышленности. Проблемой стало и увеличение инфляции, составившее, по разным источникам, 24 % или 14 % в год. В 1974 году Египет вышел из экономического застоя, характеризовавшегося снижением темпов развития в предыдущем десятилетии. С 1975 по 1981 год ВВП страны рос на 8 % в год, что также явилось результатом благоприятной международной ситуации.
Вопреки предположениям президента, реализация свободной рыночной экономики привела к развитию и углублению социального неравенства, в том числе появлению новой богатой элиты, а также обнищанию существенной части населения. Ключевую роль в элите играли армейские офицеры, а также потомки аристократических семей, которым удалось сохранить часть своих активов за рубежом после революции 1952 года, а после смерти Насера вернуться в Египет. В стране резко возросло количество забастовок.
В 1976 году правительство Египта объявило о прекращении государственных субвенций на основные товары (рис, сахар, газ), что явилось частью политики «раскрытия» Египта для мировой экономики. В январе следующего года во многих городах страны произошли ожесточённые протесты против повышения цен, что привело к росту политической напряжённости. Под их влиянием Садат отказался от запланированной реформы, но без отказа от общего курса инфитаха, а лишь с оглядкой на потенциально серьёзные социальные последствия при дальнейших преобразованиях. Другим результатом инфитаха стало сокращение численности образованного среднего класса, начавшееся ещё во время правления Насера, состоявшего из работников государственного сектора. Он утратил своё значение в связи с быстрым ростом частного сектора, на предприятиях которого уровень заработной платы был значительно выше. В обществе стало распространяться мнение, что Садат не выполнил своё обещание по обеспечению всеобщего благосостояния; кроме того, новая политика привела и к падению наиболее важных достижений насеризма (лозунги равенства и социальной справедливости оставались чрезвычайно популярными). Авторитет президента, сформировавшийся после Войны Судного дня, начал падать. В итоге к концу десятилетия Садат отказался от показных лозунгов либерализации в пользу частичного возврата к экономической политике 60-х годов XX века.
Критики Садата утверждают, что лозунги демократизации и либерализации были для него лишь пропагандистскими уловками, а реальная цель с самого начала заключалась в создании агрессивной капиталистической системы, благоприятной для новой элиты. Сторонники же Садата придерживаются точки зрения, что намерения президента были искренними, но их реализации в стране помешала широкая коррупция и неэффективная бюрократическая система. Главной причиной неудачи инфитаха считается выдвижение слишком амбициозных планов, не принимавших во внимание сложности египетского общества (в том числе роль бюрократического и армейского аппарата), и неготовность властей к новым проблемам и социальным изменениям. Новая политика фактически не затронула сельское хозяйство (были сохранены положения земельной реформы Насера, хотя и предполагалось ликвидировать государственную собственность на сельскохозяйственные земли), а государственный сектор при ней остался крупнейшим национальным работодателем. В долгосрочной перспективе политика «раскрытия», по мнению одного из исследователей, могла бы принести стране значительную пользу, однако её краткосрочные последствия для общества были неутешительными.
После убийства Анвара Садата 6 октября 1981 года его преемник на посту президента Хосни Мубарак инициировал проведение новых экономических реформ, частично соответствовавших идеям инфитаха (например, программа приватизации), но с переориентацией инвестиций в промышленный комплекс из сферы услуг, а также с восстановлением некоторых элементов плановой экономики. Вместе с тем политическая составляющая инфитаха (в первую очередь объявление о постепенной демократизации государства) было отвергнуто.